# 礫石
礫石（れきいし）とは、河原石のように表面の風化した石。石器の原料となるほか、古墳の外表施設である葺石の素材となることがある。
鉱脈付近の河川上流域や礫層中に分布し、一帯には礫石を採取して石器づくりをおこなった形跡の残る場合が多い。そのようにしてつくられた石器は礫石器のほか打製石器があり、旧石器時代の技術や生活を知る手がかりとなる。
古墳時代には河原石とともに葺石の素材となることが多く、また、近世では経塚（礫石経塚）の経石や墓標として用いられることも多かった。